# Pfarrkirche Allhaming

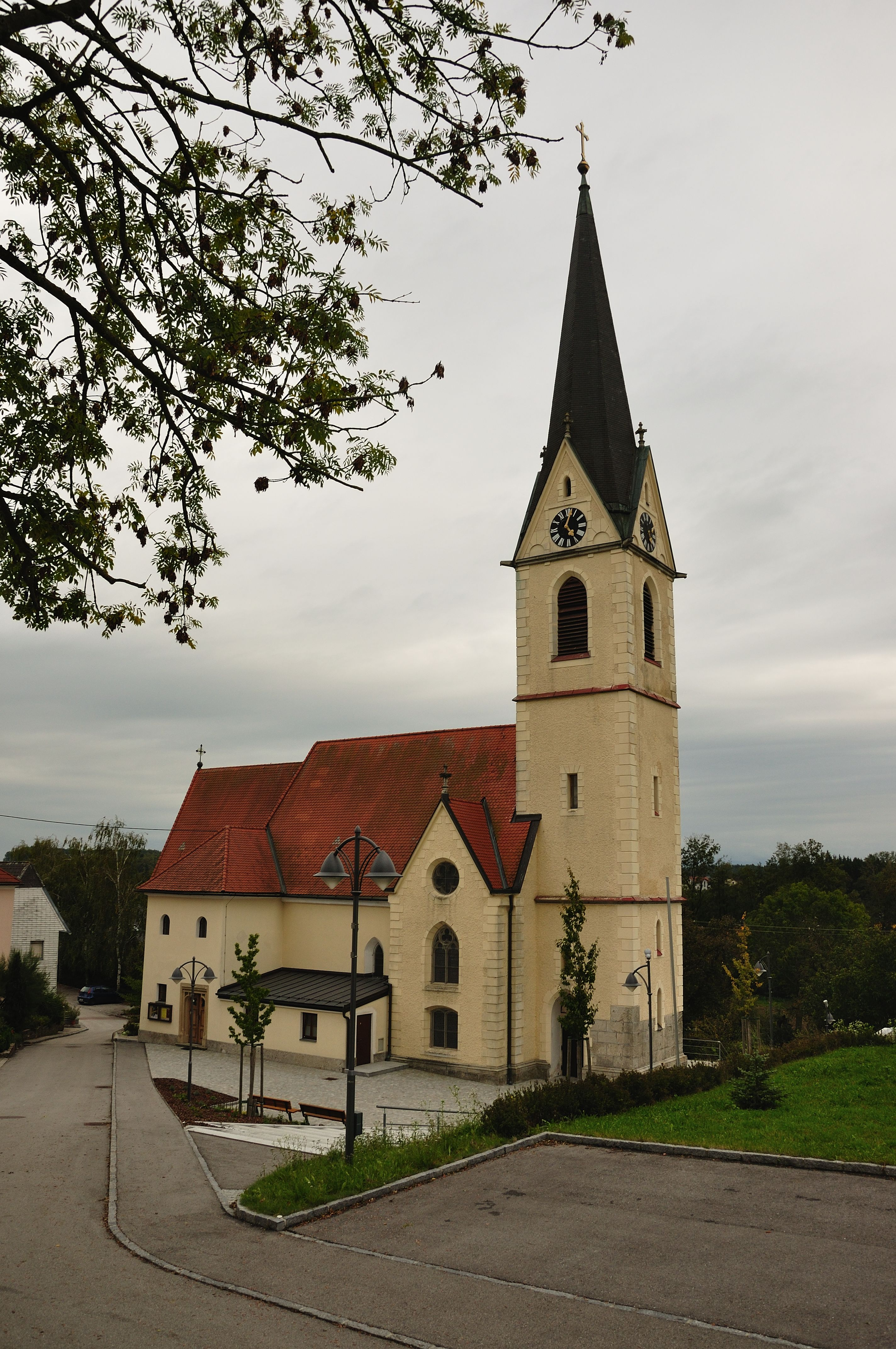
Pfarrkirche hl. Georg in Allhaming.

Die Pfarrkirche Allhaming steht in der Gemeinde Allhaming in Oberösterreich. Die römisch-katholische Pfarrkirche hl. Georg – dem Stift Kremsmünster inkorporiert – gehört zum Dekanat Kremsmünster in der Diözese Linz. Die Kirche und der ehemalige Friedhof stehen unter Denkmalschutz.

## Geschichte
Eine Kirche wurde 1277 urkundlich genannt. Die heutige Kirche wurde 1488 erbaut und war Filialkirche von Weißkirchen an der Traun. 1784 wurde die Allhaminger Kirche zur Pfarrkirche erhoben und bis 1788 der neue Pfarrhof beim ehemaligen Höchtlgütl errichtet.

## Architektur
Das einschiffige Langhaus hat vier Joche, das Westjoch ist neu, die übrigen sind gotisch netzrippengewölbt und zeigen einen sechsteiligen Rautenstern. Der eingezogene dreijochige Chor hat einen 3/6-Schluss, die Netzrippen wurden abgeschlagen und erscheinen heute gemalt. Der Westturm hat einen neuen achtseitigen Spitzhelm.

## Ausstattung
Die Einrichtung ist neugotisch. Es gibt ein gotisches Tafelgemälde mit einer Darstellung des hl. Wendelin vom Anfang des 16. Jahrhunderts in Kremsmünster.